# Huércal de Almería
Huércal de Almería és una localitat de la província d'Almeria, Andalusia. L'any 2006 tenia 11.9816 habitants. La seva extensió superficial és de 21 km² i té una densitat de 562,66 hab/km². Les seves coordenades geogràfiques són 36° 53′ N, 2° 26′ O. Està situada a una altitud de 94 metres.

## Demografia
| 1996  | 1998  | 2000  | 2001  | 2002  | 2003  | 2004   | 2005   | 2006   | 2007   |
| ----- | ----- | ----- | ----- | ----- | ----- | ------ | ------ | ------ | ------ |
| 5.366 | 5.951 | 6.766 | 7.568 | 8.283 | 9.298 | 10.242 | 11.128 | 11.816 | 12.757 |